# Montserrat Niubò De Febrer
Montserrat Niubò De Febrer   (Casserres, 1917 - Barcelona, 1995) va ser bibliotecària de la Biblioteca Popular de Cervera (BPC).
Fou bibliotecària i dinamitzadora d'activitats a la Biblioteca Popular de Cervera des del 1945 i fins que el 1983 es va jubilar. Les dues primeres dècades del seu pas per la biblioteca coincideixen amb una focalització dels esforços de la institució per convertir-se en un espai d'intercanvi d'idees culturals. Per exemple, el 4 d'octubre de 1948 Miquel Batllori i Munné va pronunciar una conferència amb molta afluència d'oients sobre la influència de la Universitat de Cervera en la cultura mundial. Fins al 1956, va continuar la tasca d'escriure en un Dietari, que seria publicat el 2015, els esdeveniments més significatius de la biblioteca. Col·laboradora d'Agustí Duran i Sanpere, va dedicar-se al manteniment i la classificació dels museus Sant Joan de Jerusalem i Sant Joan Degollat. També va classificar el fons de l'AHC, cosa que va permetre dur a terme diverses exposicions bibliogràfiques amb llibres de Cervera. Va ser una de les dones homenatjades per ERC amb un punt de llibre el 2019.